# Christian Milat
Christian Milat est un critique littéraire et un écrivain canadien d'origine française.

## Biographie
Après son secondaire au lycée de Sens (Yonne), Christian Milat entreprend des études de lettres classiques dans les hypokhâgne et khâgne du Lycée Louis-le-Grand puis à l'Université Paris-Sorbonne. Il est ensuite diplômé de l’Institut d’études politiques de Paris avant de revenir à ses premières amours : à l’Université d’Ottawa, il obtient un doctorat en lettres françaises avec une thèse sur Alain Robbe-Grillet, à propos duquel il organisera quelques années plus tard, avec Roger-Michel Allemand, la plus importante réunion savante jamais consacrée à l'Académicien.
Au Département de français de l’Université d’Ottawa, qu’il a dirigé de 2011 à 2014, il a enseigné la création littéraire et le roman français des XXe et XXIe siècles. Fondateur de la revue de critique et de théorie littéraires @nalyses, il en a été le rédacteur en chef de 2006 à 2017. Il a été jusqu'en 2018 le directeur de la collection « Voix savantes » des Éditions David (Ottawa).

## Œuvres

### Ouvrages
- Robbe-Grillet, romancier alchimiste, Ottawa / Paris, Les Éditions David / L’Harmattan, 2001, 323 p.
- Le « Nouveau Roman » en questions 5 : une « Nouvelle Autobiographie » ?, Paris, Lettres modernes Minard, collection « La Revue des Lettres modernes / L’Icosathèque (20th) », 2005, 306 p. (dir. avec Roger-Michel Allemand).
- Por s’onor croistre. Mélanges de langue et de littérature médiévales offerts à Pierre Kunstmann, Ottawa, Les Éditions David, collection « Voies savantes », 2008, 526 p. (dir. avec Yvan G. Lepage).
- Lecture, rêve, hypertexte. Liber amicorum Christian Vandendorpe, Ottawa, Les Éditions David, collection « Voix savantes », 2009, 273 p. (dir. avec Rainier Grutman).
- Alain Robbe-Grillet : balises pour le XXIe siècle, Actes du colloque international d’Ottawa (1er- 3 juin 2009), Ottawa / Paris, Les Presses de l’Université d’Ottawa / Presses Sorbonne Nouvelle, 2010, 572 p. (dir. avec Roger-Michel Allemand).

### Poésie

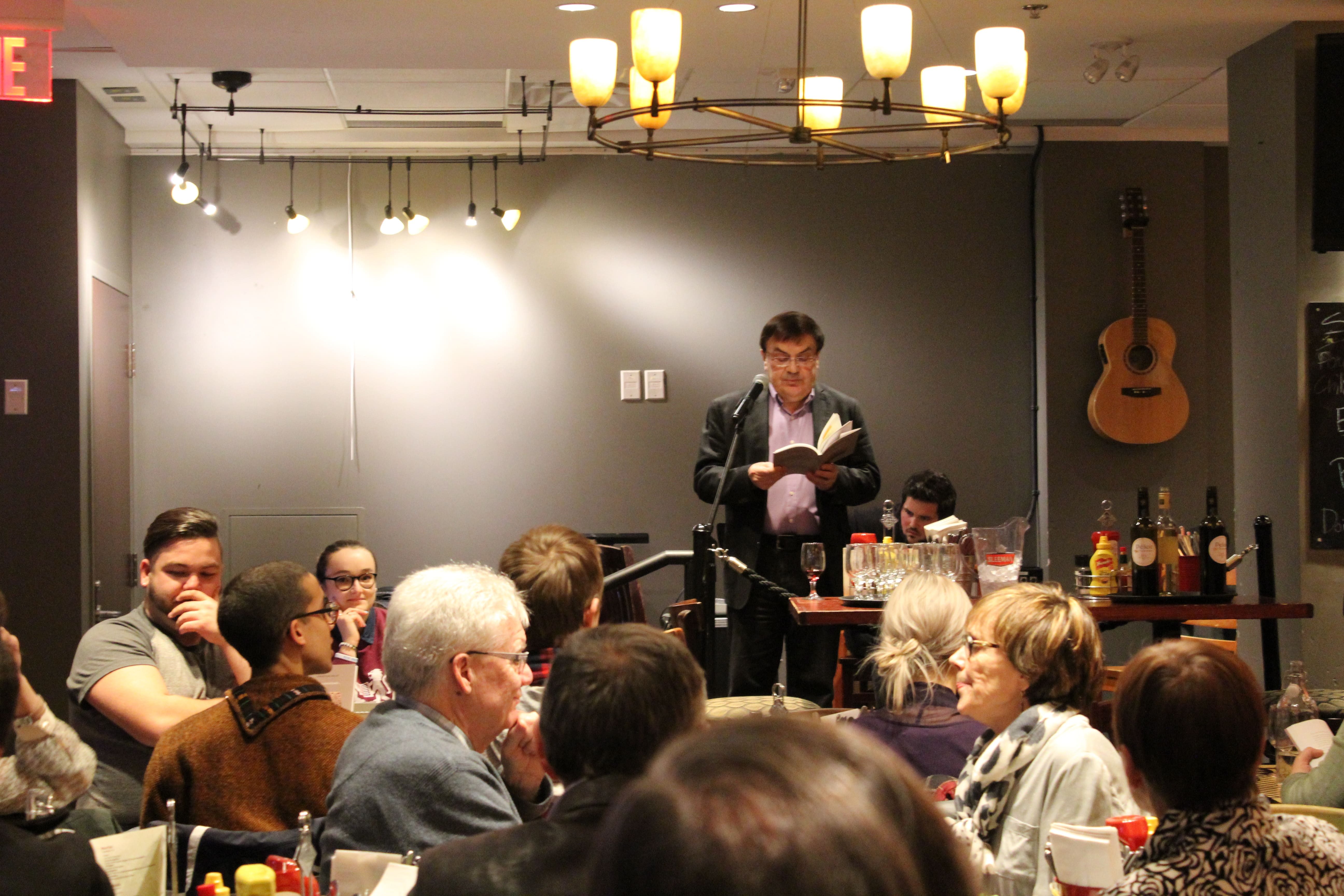
Lancement du recueil Si je connaissais... (Ottawa, Café Nostalgica)